# Датчик теплового потоку

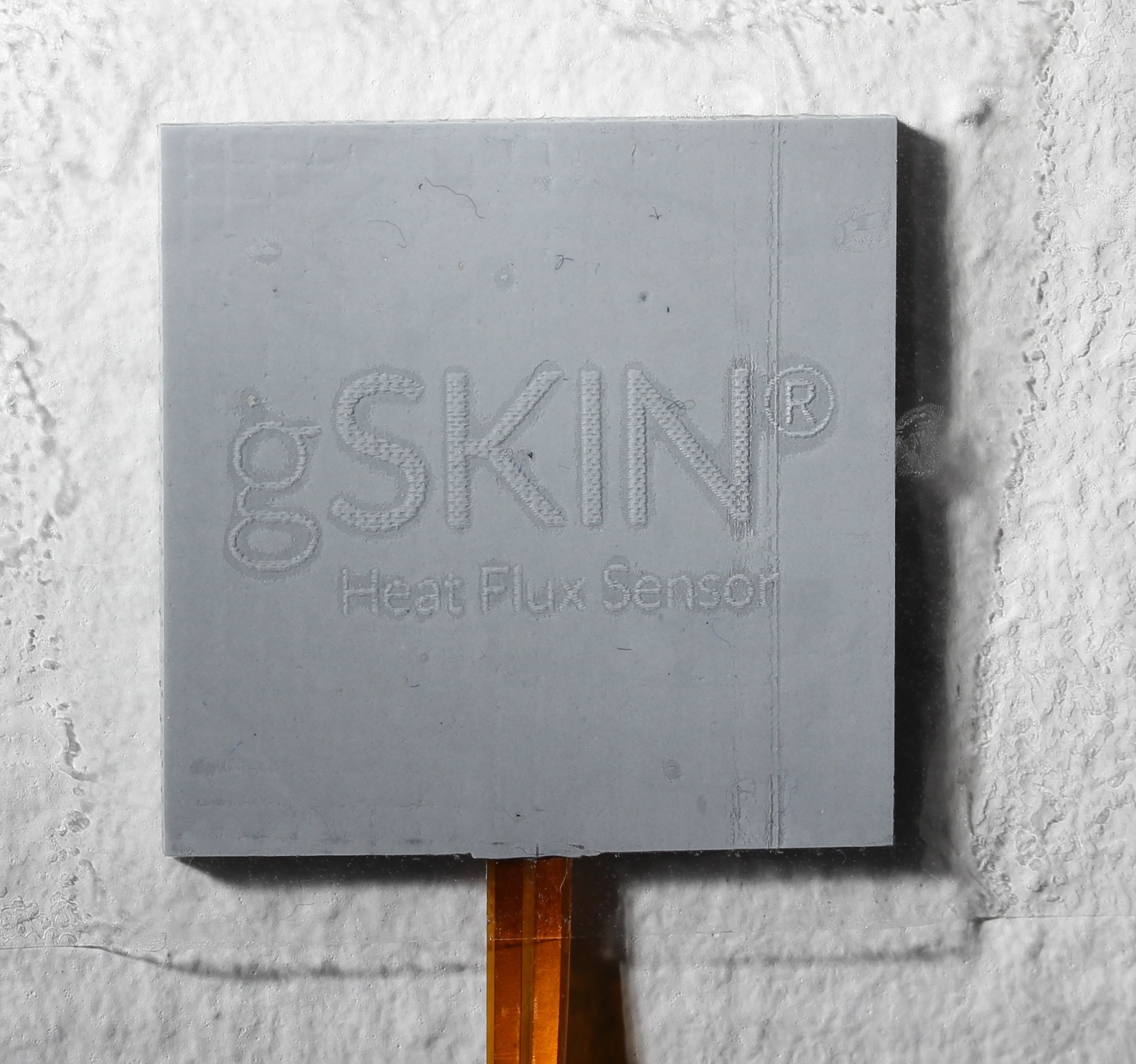
Приклад датчика потоку gSKIN® XO 66 7C тепла в силіконовій обкладки, використовуваного для будівельних застосувань.

Да́тчик теплово́го пото́ку (англ. Heat Flux Sensor, нім. Wärmeflußsensor) — зазвичай використовувана назва для перетворювача, що виробляє сигнал пропорційний до густини теплового потоку. Тепловий потік може мати різне походження: конвективний, радіаційний і кондуктивний. У системі SI густина теплового потоку вимірюється у ватах на квадратний метр (Вт/м²).

## Застосування
Датчики потоку тепла можуть бути використані для цілого ряду додатків. Однією з найбільш перспективних областей їхнього застосування є дослідження якості термоізоляції будівель, а також теплоізоляційних властивостей текстилю шляхом вимірювання коефіцієнта теплопередачі досліджуваного об'єкта. Крім того, до можливих областей застосування належать вимірювання швидкості потоку рідини і газу, визначення температури неінвазивними методами, а також вимірювання потужності лазерного випромінювання.

### Застосування у будівельній фізиці
Щодня величезна кількість енергії витрачається на опалення та охолодження будинків, більша частина яких має досить низькою теплоізоляцією, часто не відповідає сучасним стандартам. У зв'язку з цим, одним з найважливіших застосувань датчиків потоку тепла є контроль за якістю теплоізоляції будівель шляхом вимірювання коефіцієнта теплопередачі.
Дійсно, згідно із законом теплопередачі щільність потоку тепла крізь поверхню, наприклад стіни будівлі, прямо пропорційний різниці температур на зовнішній і внутрішній поверхні об'єкта (стіни). Даний коефіцієнт пропорційності називається коефіцієнтом теплопередачі, або U-фактором. В такому випадку, відношення щільності потоку тепла, виміряного за допомогою датчика потоку тепла, до різниці температур дозволяє визначити шуканий параметр – коефіцієнт теплопередачі: чим він менше, тим краще ізоляція досліджуваного об'єкта (наприклад, стіни будівлі).

### Застосування в текстильній промисловості
Величина щільності потоку тепла також виявляється важливим параметром при розробці одягу для спортсменів і навіть пожежних. Дійсно, відношення щільності потоку тепла, вимірюваного за допомогою датчика потоку тепла згідно з описаною вище процедурою, до різниці температур на внутрішній і зовнішній поверхні елемента одягу дозволяє визначити коефіцієнт теплопередачі матеріалу тканини, що необхідно при розробці жароміцних комплектів одягу.

## Методи вимірювання

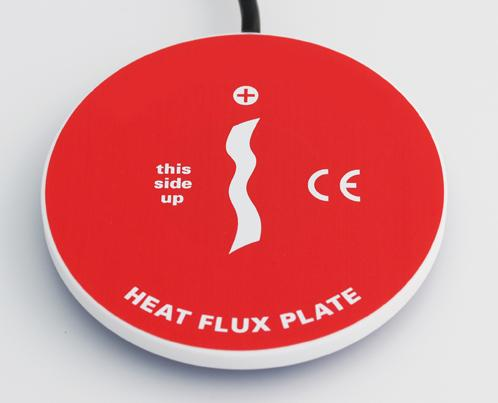
Приклад датчика потоку тепла

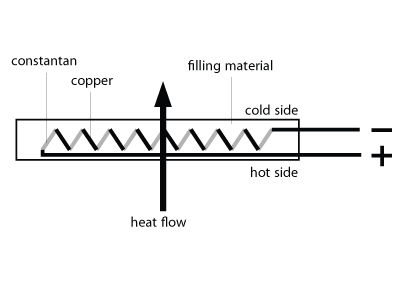
Конструктивні особливості датчика теплового потоку

Метод вимірювання густини теплового потоку ґрунтується на вимірюванні перепаду температури на «додатковій стінці» (пластинці), що встановлюється на шляху теплового потоку. Цей температурний перепад, пропорційний в напрямку теплового потоку його густині, перетворюється в термо-ЕРС (термоелектрорушійну силу) батареєю термопар, розташованих у «додатковій стінці» паралельно уздовж напряму теплового потоку і з'єднаних послідовно по сигналу, що генерується. «Додаткова стінка» (пластинка) і батарея термопар утворюють перетворювач теплового потоку.